# Дирхами
Ди́рхами (эст. Dirhami), ранее также Де́рхамн (эст. Derhamn) — деревня в волости Ляэне-Нигула уезда Ляэнемаа, Эстония.
До административной реформы местных самоуправлений Эстонии 2017 года входила в состав волости Ноароотси.

## География и описание
Расположена на берегу Финского залива на косе Дирхами. Территория деревни включает в себя часть заповедника Ныва и часть природоохранной зоны Ныва-Осмуссааре.
Климат умеренный. Официальный язык — эстонский. Почтовый индекс — 91214.

## Население
По данным переписи населения 2011 года, число жителей деревни составило 14 человек, из них 11 (78,6 %) — эстонцы.
По данным переписи населения 2021 года, в деревне насчитывалось 15 жителей, из них 12 (80,0 %) — эстонцы.
Численность населения деревни Дирхами по данным переписей населения:
| Год  | 1979 | 1989 | 2000 | 2011 | 2021 |
| ---- | ---- | ---- | ---- | ---- | ---- |
| Чел. | 66   | ↘ 61 | ↘ 17 | ↘ 14 | ↗ 15 |

## История
До 1977 года Дирхами входила в состав деревни Роослепа.

## Инфраструктура
В деревне находятся рыбный и яхтенный порт, пограничный кордон. Работает гидрологическая станция Эстонского института метеорологии и гидрологии. Есть кафе.

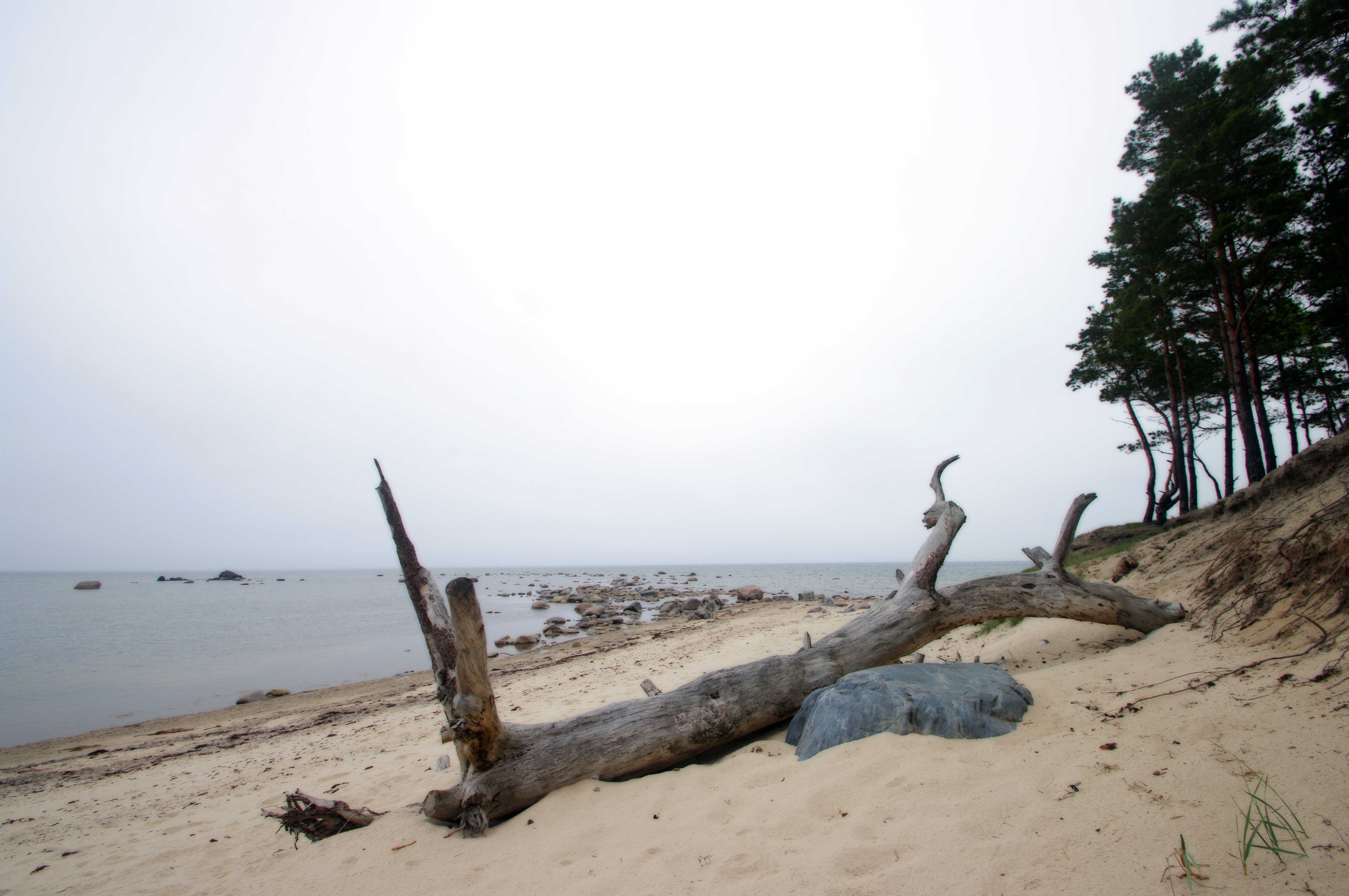
Пляж в Дирхами
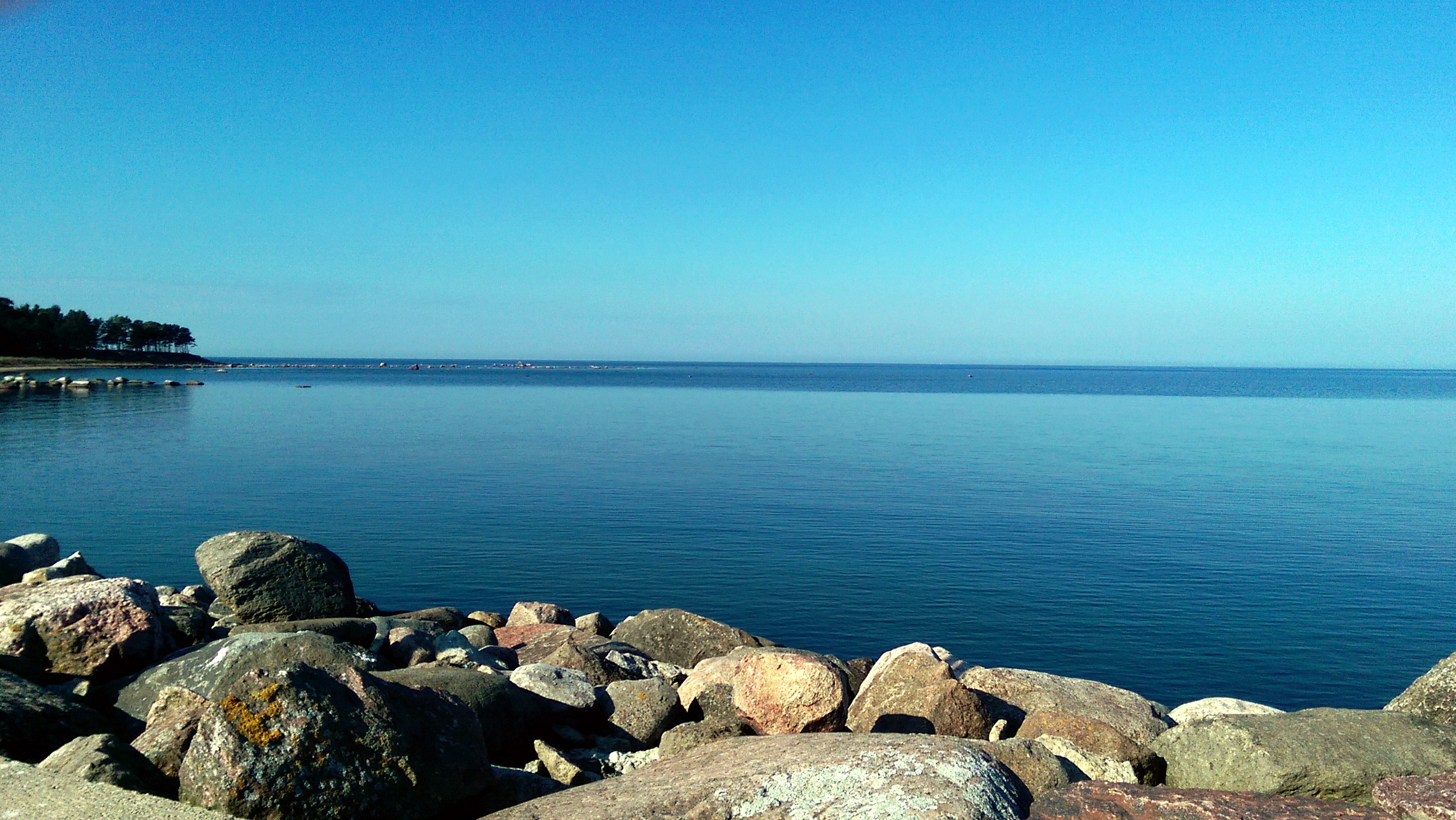
Берег моря в Дирхами
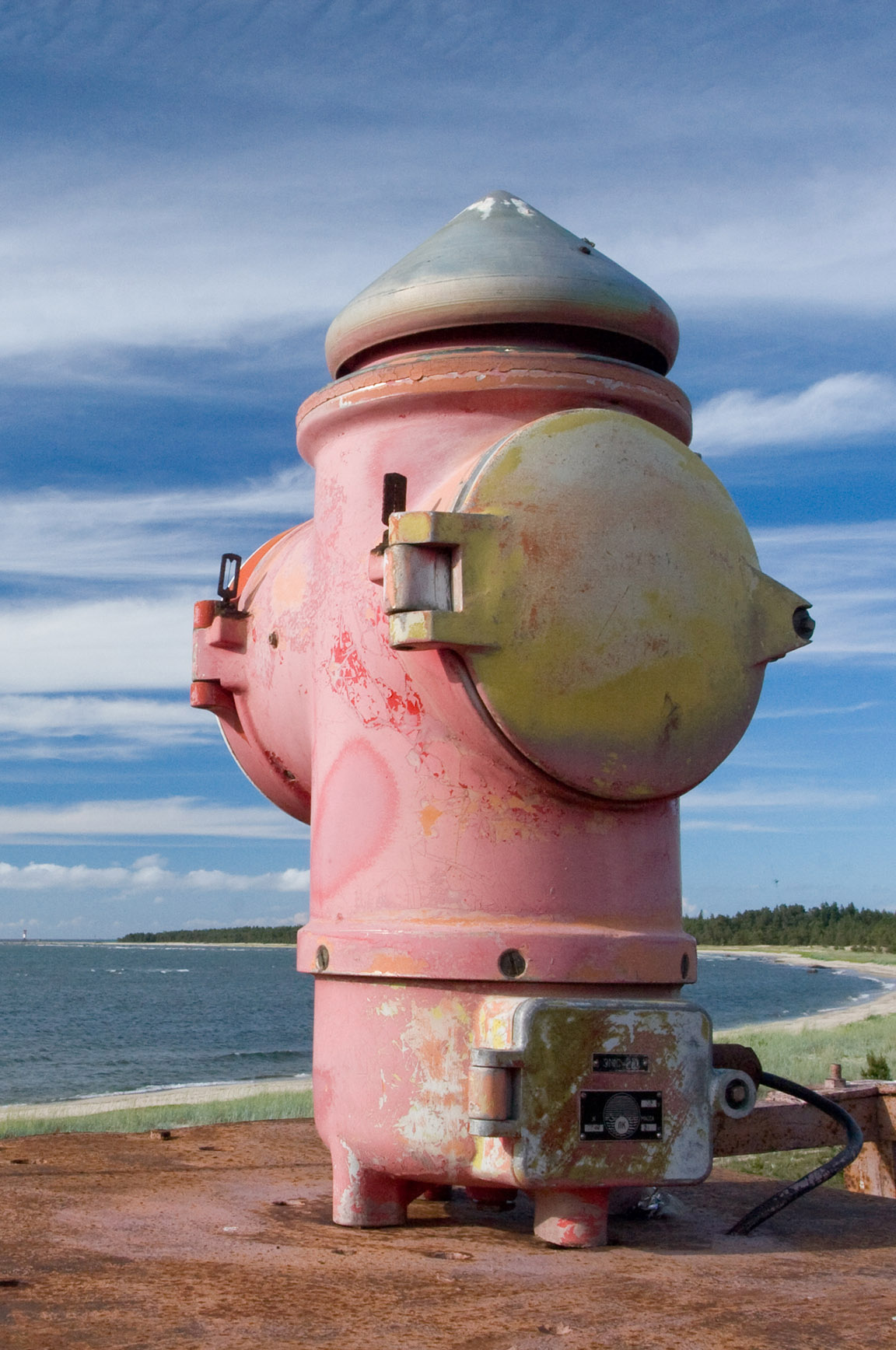
Нижний маяк Дирхами